# لیک مردیت استیتس (تگزاس)
لیک مردیت استیتس (به انگلیسی: Lake Meredith Estates) یک منطقهٔ مسکونی در ایالات متحده آمریکا است که در تگزاس واقع شده‌است. لیک مردیت استیتس ۴۳۷ نفر جمعیت دارد و ۹۵۴٫۹۵ متر بالاتر از سطح دریا واقع شده‌است.